# Равнина на Яндзъ
Равнината на река Яндзъ (Дзянханска равнина) (на китайски: 長江平原; на пинин: Cháng Jiāng Píngyuán) e обширна алувиална равнина в Източен Китай, явяваща се южно продължение на разположената на север обширна Голяма Китайска равнина. Разположена е в басейна на долно течение на река Яндзъ и долните течение на нейните притоци Ханшуй, Сяндзян, Юандзян и др. На северозапад е ограничена от крайните югоизточни разклонения (хребетите Дабашан и Дабешан) на планината Цинлин, на югозапад – от Гуейджоуската планинска земя, на юг – от планините Нанлин и Уишан (съставни части на Южнокитайските планини), а на изток достига до Източнокитайско и Жълто море. Дължина от запад на изток около 950 km, ширина до 300 km, площ около 100 000 km². Повърхнината ѝ е плоска, по периферията – хълмиста. Пресечена е от многочислени реки и канали, а на места е заблатена. Има многочислени езера Дунтинху, Поянху, Тайху, Чаоху и др., явяващи се естествени регулатори на речния отток. През лятото, по време на мусонните дъждове реките прииждат и причиняват големи наводнения, независимо че са изградени големи водозащитни диги покрай тях. Равнината е най-важния за Китай оризопроизводителен район. Отглежда се също пшеница, царевица, памук. Равнината на Яндзъ е много гъсто населена, като най-големите градове са Шанхай, Нанкин, Ухан, Чанша, Суджоу, Хъфей и много други.